# 康泰時

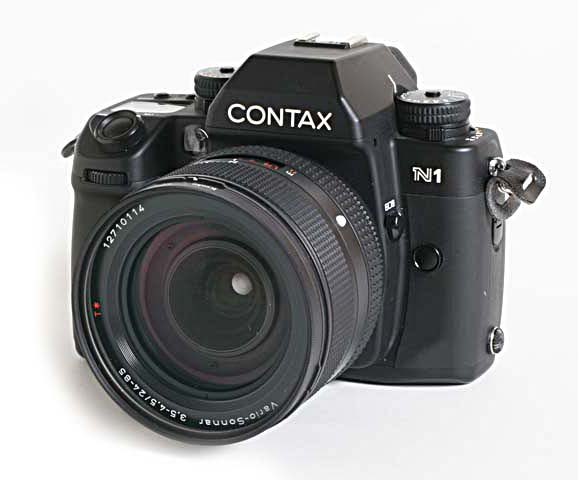
一部康泰時N1單鏡反光相机

康泰時（CONTAX）原為德國蔡司公司(德文為Zeiss Ikon，蔡司．依康)於1932年生產旁軸相機（Range Finder）所使用的品牌，頭一個字母大寫，其餘小寫。二戰後，隨著德國的分裂，蔡司公司也一分為二。西德蔡司以Contax品牌繼續生產旁軸相機，東德蔡司則開始生產M42接環的單眼相機（SLR）。東德蔡司後來商標改用Pentacon或Praktica，而西德蔡司製造的Contax相機後來於1961年停止生產，Contax歷史進入沉睡期。到了1971年，西德蔡司與日本Yashica公司合作，CONTAX就此復活，並成為Yashica公司製造販售、並採用卡爾．蔡司鏡頭的高級相機品牌（此時的CONTAX一字所有的字母均為大寫）。Yashica公司於1983年被京瓷公司併購，京瓷公司繼續負責康泰時相機的生產和銷售。2004年，京瓷縮減數位相機事業，並於隔年4月11日正式宣布自該年9月起終止康泰時相機業務，停產鏡頭。康泰時品牌再度沉寂。

## 蔡司公司（Zeiss Ikon）的產品

### Contax旁軸相機系列
使用底片之片幅大小比照Leica相機，外形與Leica的圓角造形不同，基調為方形。不斷改進製造技術，為能夠與相機第一品牌的Leica比美的系統。
此系列最後一款機型為Contax IIIa，於1961年停產之後，蔡司公司轉以單眼相機Contarex為發展主力。

#### Contax旁軸相機機身
使用當時的新素材矽鋁合金，壓鑄法成型，從鏡頭接環的安裝到底片壓板的研磨皆採最新的製造法，以符合Sonnar5cm/F1.5之類的大光圈鏡頭更高精確度的要求。快門為金屬縱走式，不用擔心強光的燒灼，快門速度為1/1000，到後來的1/1250秒。鏡頭接環除了標準的內插刀，也有外插刀以配合其他鏡頭。底部兩端有手把用以回捲底片及打開裏蓋，讓底片的裝填更為方便。捲片軸沒有固定在機身上，要小心不要遺失。

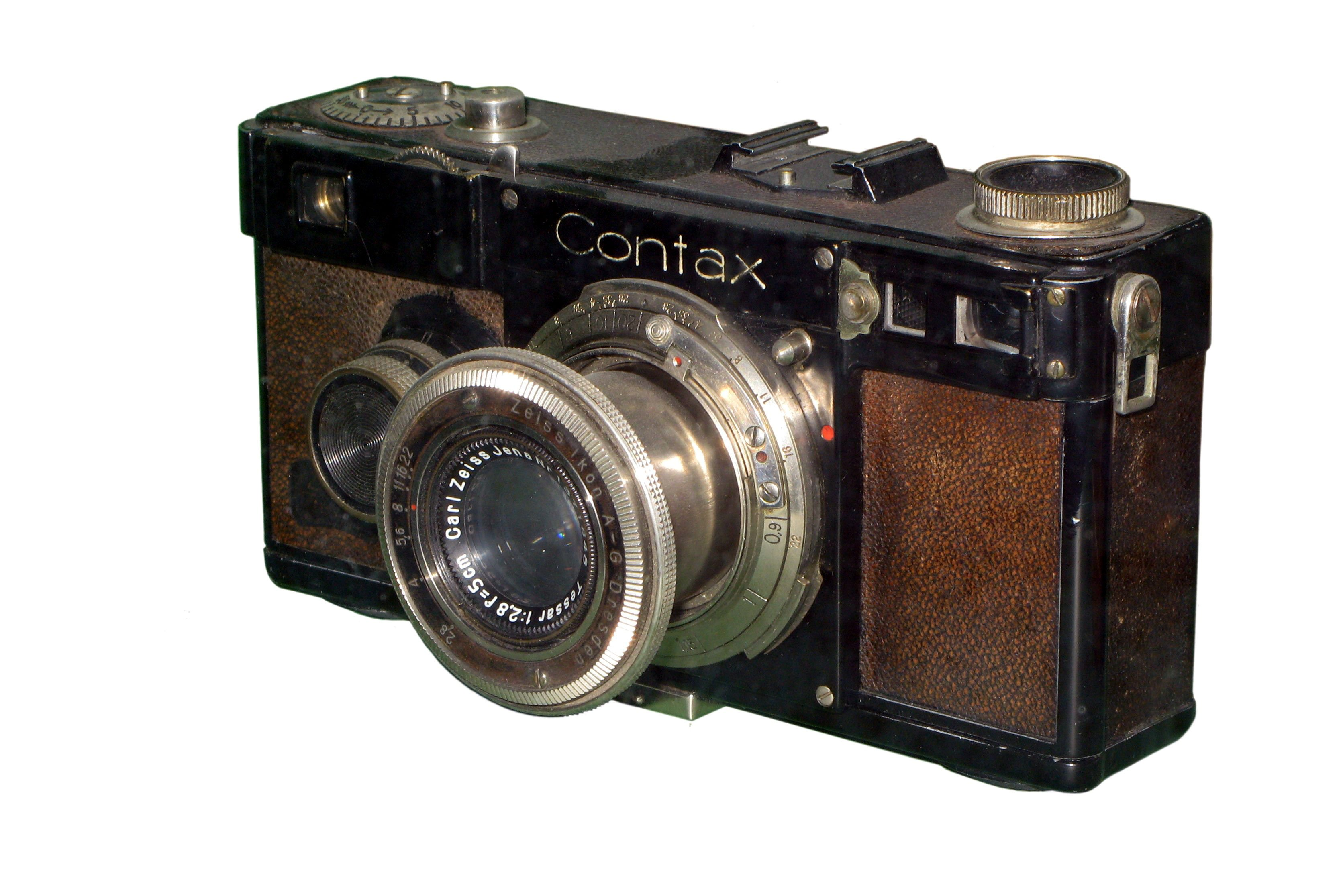
I型

- Contax I型（1932年3月上市） - 以Heinz Kueppenbender博士為中心所設計的旗艦機種。具有精確度高的長基線測距器，除了Tessar2.8cmF8這顆鏡頭之外都可以連動。因外觀顏色為深色，俗稱Block Contax。此型設計的概念為「忠實呈現攝影者的意圖」，蔡司公司以其技術力投入開發，以此機型所拍攝的成果為當時35mm片幅相機中最好的。之後有多種改良型I-1～I-7：（以下為小林孝久先生的分類）
  - I-1型 - 快門速度為Z、1/25〜1/1000秒。測距器反光鏡鍍銀。
  - I-2型（1932年10月） - 測距器反光鏡改為鍍金。
  - I-3型（1933年中期） - 增加慢速快門至1/2秒。
  - I-4型（1933年後期） - 腳架安裝的金屬部份採用與Contax II型同樣的折疊式。
  - I-5型（1934年中期） - Z快門標示改為B。為了迴避Leica公司專利中「測距器外側、觀景窗內側」的部份，改為「測距器內側、觀景窗外側」，基線長從103mm縮短為93mm。
  - I-6型（1935年初期） -
  - I-7型（1935年後期） - 快門最高速度提昇至1/1250秒。

1936年停產，1938年停止販售。總牲產數量為36,700台。

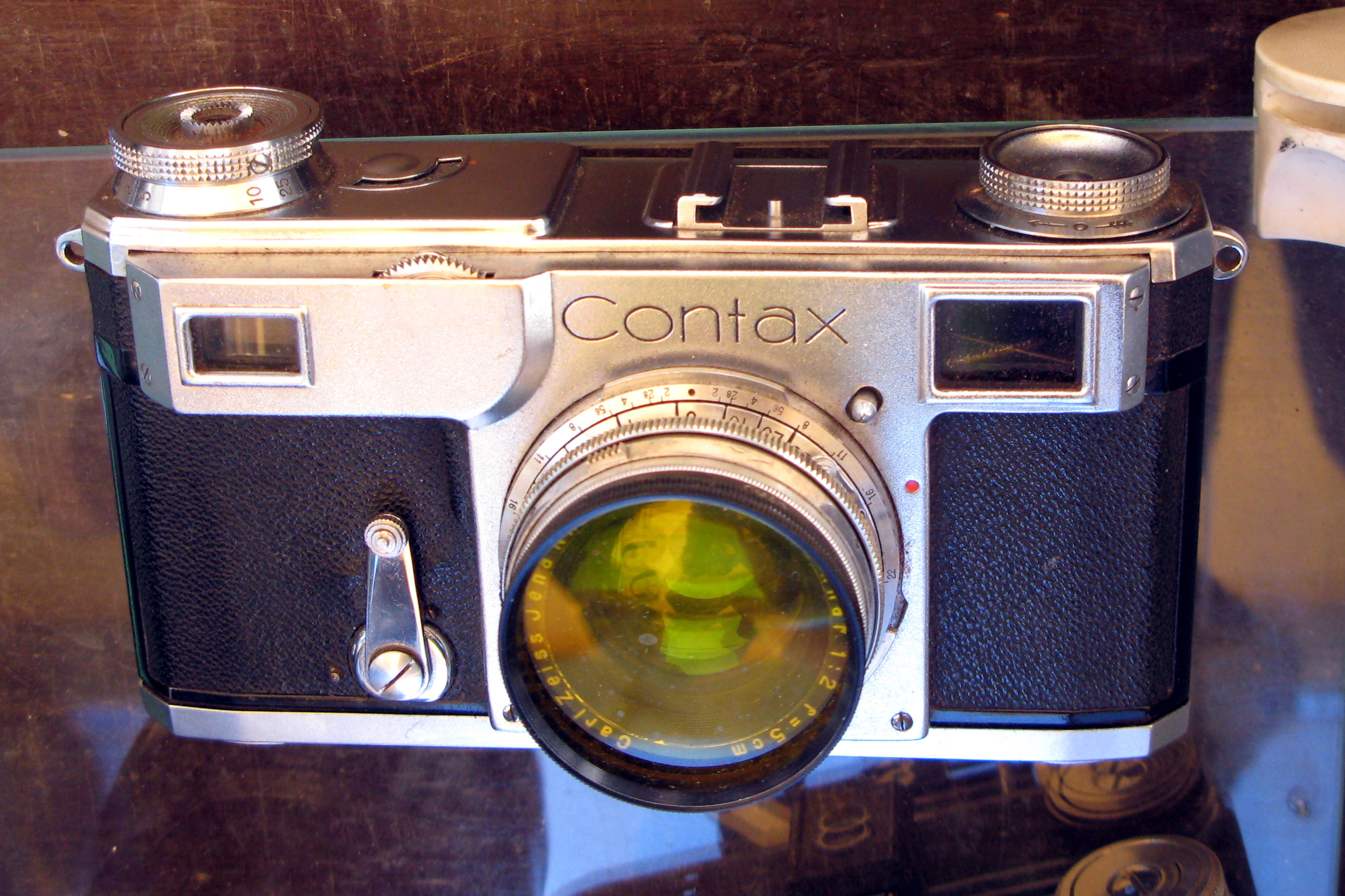
II型

- Contax II型（1936年上市） - Hubert Nerwin主導設計，俗稱Chrome Contax。觀景窗組合了比Leica38mm基線長更精確的98mm基線連動測距器（德語：Meßsucher ），速寫性佳。有自拍器，快門速度有B、1/2～1/1250秒，全以一個轉盤控制，並且在快門上簧前後都可以調整快門速度，至二戰前生產了59,500台。Contax I型時代的鏡頭群以鍍鉻的形態復活，並變更了一部份鏡頭的設計。與柏林奧運配合推出Sonnar18cmF2.8、Sonnar30cmF4為著名的鏡頭，俗稱Olympic Sonnar。其他也有如Biogon3.5cmF2.8這樣的高性能鏡頭。

- Contax III型（1936年上市） - 為原Contax II型之機頂加裝硒光電池式測光表，其餘性能皆相同，被稱為Universal Contax（內建電子測光表的相機，從二戰前的雙眼反光鏡相機Contaflex後一年，世界上第二台採用的意思）。測光表的使用法為，首先設定底片感光度，將測光表的蓋子蓋起來，將迴片桿下的轉盤往逆時針方向轉，指示窗內▲標示確認後再將測光表的蓋子打開，回片桿基部的環轉至與上方金屬指針相同位置，此時調節環會表示測得的光圈與快門。III型公告總生產數為38,000台。

- Contax IIa型（1950年上市） - 二戰後，蔡司公司一分為二，西德新蔡司公司於斯圖加特生產Contax IIa型機，將戰前的Contax II改良，諸如小型化、改良觸感、改良不穩定的過片計數器、調整連動測距器窗孔位置以避免中指擋住等等。快門轉盤部份，前期機以黑字標註快門速度，稱為Black Dial，1954年後發售的後期機型在快門速度1/50秒處標示為黃色的X，比1/50更高速的數字標示為紅色，被稱為Color Dial。前期型與閃燈連結必須透過專用的配件纜線[2]，後期型則與一般DIN規格相同。閃光同步接點位於軍艦部背面。生產販售至1960年。當時西德蔡司公司無充分能力製造卡爾蔡司鏡頭，故從東德蔡司引進Topogon25mmF4、Biometar35mmF2.8、Biotar75mmF1.5，共3種鏡頭。

- Contax IIIa型（1951年上市） - 比Contax IIa型多搭載了連動測光表的版本。生產販售至1961年，為蔡司公司（Zeiss Ikon）所生產的最後一款Contax相機。

- No Name Contax - 二戰後，蘇聯佔領蔡司公司原耶拿（Jena）工廠後生產並銷往美國的機種，研判是為了避免商標糾紛，而在機身上標有Contax商標處貼上其他品牌名稱，稱為No Name Contax。

#### Contax旁軸相機用鏡頭群
除了二戰前耶拿的卡爾蔡司製，以及戰後東德蔡司所生產的鏡頭外，為西德Oberkochen廠所製造。戰前型與戰後型鏡頭使用相同接環，戰後型機身測距器基線長縮短為72mm，18cm直裝式鏡頭對焦精度較不足，而為了快門單元組件小型化，舊Biogon3.5cmF2.8鏡頭尾端過大而無法使用。另外，戰前型機身與戰後型的測距器齒輪方向不同，故疊影對焦的方向正好相反。濾鏡口徑基本為φ40.5mm。
Contax I型時代以鎳塗寫「Carl Zeiss Jena」文字，Contax II型以以後用鉻，加上薰膜的版本字樣為「Carl Zeiss Jena T」。二次世界大戰後，東德生產的鏡頭字樣為「Carl Zeiss Jena」，西德生產的字樣為「Zeiss Opton T」，後來因為生產的鏡頭都有薰膜，所以字樣變為「Zeiss Opton」，最後更進一步改為「Carl Zeiss」
。
- Biogon21mm F4.5（1954年上市） - 二戰後西德蔡司販售，濾鏡口徑為φ40.5mm。
- Topogon25mm F4（1950年上市） - 東德蔡司生產。因此鏡的上市，西德蔡司所生產的Biogon21mm F4.5推出時一併推出的六角取景器中也加入了25mm的焦段。測距器沒有連動。
- Tessar2.8cm F8（1933年上市） - 二戰前生產。測距器沒有連動。
- Biogon3.5cm F2.8（1936年上市） - 二戰之前所生產標有Biogon的鏡頭，其實鏡片構造並非Biogon而是Sonnar。後鏡組很大，無法使用在Contax IIa/Contax IIIa上。濾鏡口徑φ40.5mm。
- Biometar35mm F2.8（1950年上市） - 二戰後東德蔡司所生產，可以使用在Contax IIa/Contax IIIa上。濾鏡口徑φ40.5mm。
- Biongon35mm F2.8（1950年上市） - 二戰後西德生産所生產，鏡片構造為Biogon。濾鏡口徑φ40.5mm。
- Herar3.5cm F3.5（1938年上市） - 僅試作500-1000枚。2群5枚。濾鏡口徑φ40.5mm。
- Planar35mm F3.5（1954年上市） - 定位為Biogon35mm F2.8的普及版。濾鏡口徑φ40.5mm。
- Stereotar C35mm F3.5（1952年上市） - 二戰後所生産，為Stereo相機用鏡頭。
- Stereotar C3.5cm F4（1940年上市） - 二戰前所生産，為Stereo相機用鏡頭。
- Orthometar3.5cm F4.5（1937年上市）
- Biotar4cm F2（1933年上市） - Contax I時期所生產。實際焦點距離為42.5mm。
- Sonnar5cm F1.5、50mm F1.5（1932年上市） - 有多種衍生型，當時世界上最高速的鏡頭，Leitz生產Summarit50mm F1.5乃十年之後的事。舊蘇聯所生產的Jupiter-3，以及尼康Nikkor5cm F1.5的初期版本皆為此鏡的仿作。濾鏡口徑φ40.5mm。
- Sonnar5cm F2、50mm F2（1932年上市） - 有多種衍生型。Contax II型時代生產的為沈胴式。濾鏡口徑φ42，0 毫米。
- Tessar5cm F2.8（1932年上市） - 沈胴式。
- Tessar5cm F3.5/50mmF3.5（1932年上市） - 全時期均有生產，二戰後西德所生産的為非沈胴式。
- Biotar75mm F1.5（1951年上市） - 東德蔡司製。
- Sonnar8.5cm F2、85mm F2（1933年上市） - 有多種衍生型。體型碩大，之後に蘇聯仿製Jupiter-9。濾鏡口徑φ49mm。
- Triotar8.5cmF4/85mmF4（1932年上市） - 有多種衍生型。濾鏡口徑φ40.5mm。
- Sonnar13.5cmF4/135mmF4（1932年上市） - 有多種衍生型。二戰前所生產的版本非常地重，往後的版本逐漸輕量化。之後蘇聯仿製Jupiter-11。濾鏡口徑φ40.5mm。
- Sonnar18cmF2.8/180mmF2.8（1936年上市） - Contax II型時期，配合柏林奧林匹克所開發、俗稱為「Olympic Sonnar」。柏林奧林匹克的紀錄片「美的祭典」攝影師萊尼·里芬斯塔爾曾說「蔡司所開發的新鏡頭成了強力的武器」。早期版本為連動測距式（配合反光鏡望遠組件：FLEKT-SKOP），後期改為單眼相機鏡頭。
- Tele-Tessar K18cmF6.3（1933年上市） - Contax I型至Contax II型時期生產。
- Sonnar30cmF4（1939年上市） - 配合反光鏡望達組件使用。
- Tele-Tessar K30cm F8（1934年上市）
- Fern Objective50cmF8（1934年上市） - 配合反射鏡室組件使用的超望達鏡頭。

### 單眼反光鏡Contax/Pentacon系列
東德蔡司生產，使用135底片。與西德蔡司爭奪商標權失敗之後，從ContaxFB型之後的機型商標改為Praktica，東西德合併之後由Schneider Kreuznach負責販售。

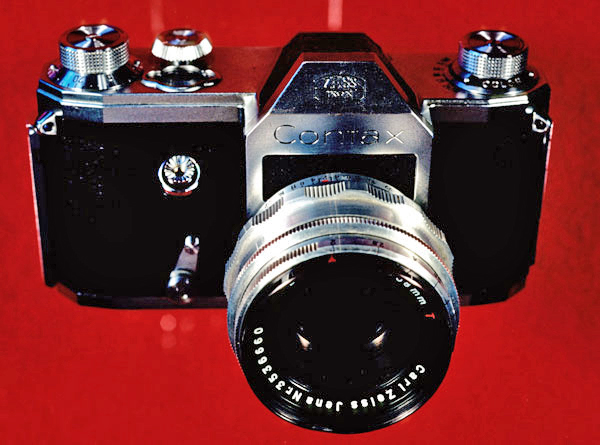
S型

- Contax S（1949年上市） - Contax最早的單眼相機，也是世界上最早使用五稜鏡眼平觀景器的單眼相機。鏡頭接環採用M42規格，快門為橫走式布簾快門。

- Contax D（1952年上市）/Pentacon D（1952年上市） - Contax S的後繼機。因為東德蔡司爭奪商標權失敗之後，於西德販售改用Pentacon的名稱，除商標不同外其餘均相同。

- Contax F（1952年上市）/Pentacon F（1952年上市） - Contax D的後繼機。

### 康泰单反相机Contaflex 系列
康泰单反相机1953-1968
| 年份 | 型号               | 镜头                  | 对焦       | 测光表       | 快门               |
| ---- | ------------------ | --------------------- | ---------- | ------------ | ------------------ |
| 1953 | Contaflex I        | 天塞 45毫米/2.8       | 前镜片对焦 | 无           | 康普镜间快门       |
| 1954 | Contaflex II       | 天塞 45毫米/2.8       | 前镜片对焦 | 硒测光表     | 康普镜间快门 1/500 |
| 1956 | Contaflex III      | 天塞 50毫米/2.8       | 全镜对焦   | 无           | 康普镜间快门 1/500 |
| 1956 | Contaflex IV       | 天塞 50毫米/2.8       | 全镜对焦   | 硒测光表     | 康普镜间快门 1/500 |
| 1957 | Contaflex α        | Pantar镜头 45毫米/2.8 | 前镜片对焦 | 无           | PRONTO 1/300       |
| 1957 | Contaflex β        | Pantar镜头 45毫米/2.8 | 前镜片对焦 | 硒测光表     | PRONTO 1/300       |
| 1958 | Contaflex Rapid    | Pantar 45毫米/2.8     | 前镜片对焦 | 无           | PRONTO 1/300       |
| 1959 | Contaflex Super    | 天塞 50毫米/2.8       | 全镜对焦   | 联动硒测光表 | 康普镜间快门 1/500 |
| 1962 | Contaflex Super    | 天塞 50毫米/2.8       | 全镜对焦   | 联动硒测光表 | 康普镜间快门 1/500 |
| 1963 | Contaflex Super B  | 天塞 50毫米/2.8       | 全镜对焦   | 联动硒测光表 | 康普镜间快门 1/500 |
| 1963 | Contaflex Super Bc | 天塞 50毫米/2.8       | 全镜对焦   | 电子测光表   | 康普镜间快门 1/500 |
| 1968 | Contaflex S        | 天塞 50毫米/2.8       | 全镜对焦   | 电子测光表   | 康普镜间快门 1/500 |

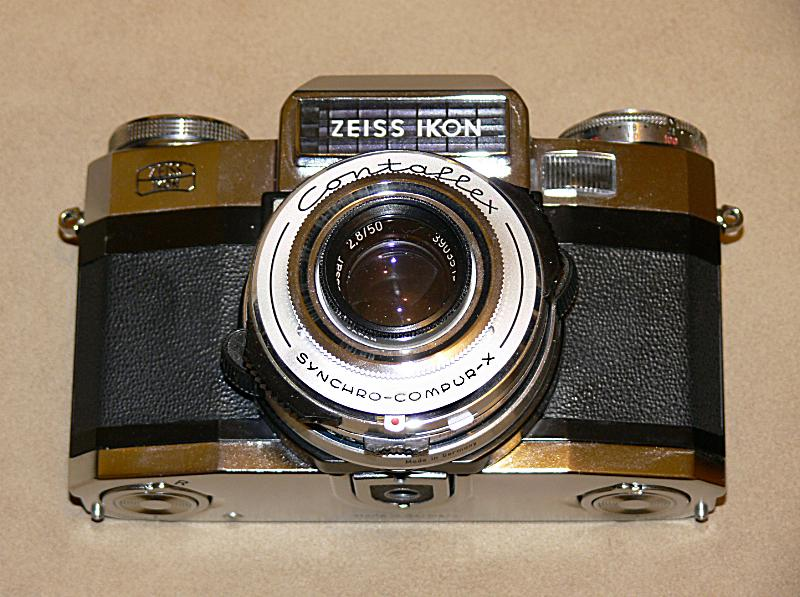
Contaflex Super B

- Contax FB/Pentacon FB - Contax F加裝測光表的機型。

## Yashica、京瓷機型
1972年蔡司停止生產Contarex系列Super Electronic後，開始嘗試走鏡頭供應商的路線。為了補足電子技術不足的弱點，於1974年與日本Yashica公司合作，生產CONTAX RTS，康泰時便重新出現於大眾的視野中。正式名稱為CONTAX，不過為了與Zeiss Ikon的Contax區別，通稱為YASHICA CONTAX，也簡稱為Y/C，或日文的ヤシコン。1983年Yashica為京瓷（Kyocera）所併購後，所生產的手動、自動對焦單眼，及自動對焦旁軸相機通稱為Kyocera CONTAX。
由於趕不上市場的變化，2005年京瓷宣佈終止CONTAX事業。

### C/Y系列機身
- CONTAX RTS（1975年上市） - 新生的CONTAX第一款單眼反光鏡旗艦機種。初代RTS由三家公司共同負責：機身由Yashica負責、機身設計由保時捷負責、鏡頭由卡爾蔡司負責。所謂RTS，為"Real Time System"的簡稱，電源打開時、快門釋放鈕一按，快門快速完成動作[3]，稱為「Feather Touch」，此設計的評價兩極。雖然蔡司鏡頭的評價很高，但機身內部電子機構複雜，也被批評為不穩、脆弱。保時捷四平八穩的設計風格與當時日本相機大異其趣，展現德國包浩斯的工設美學精神。快門採前簾後簾從同位置起動的橫走式布簾焦平面快門，閃光燈同步速度為1/60秒。自CONTAX RTS II Quartz上市後，通稱此代機型為CONTAX RTS I。可支援每秒5張的捲片馬達PMD、每秒2張的捲片器RTW、手把型閃燈RTF540、閃光燈TLA30與TLA20、250格底片機背等週邊設備。

- CONTAX 139 Quartz（1979年上市） - CONTAX RTS之後研發的機種，簡稱為CONTAX 139。快門速度1/1000秒，快門速度與計時器由Quartz水晶精準地控制，耐久性高、便於攜帶，為人氣高的機種。

- CONTAX 137MD Quartz（1980年上市） - 增加了自動捲片、為光圈優先AE専用機，簡稱為CONTAX 137MD。

- CONTAX Preview（1982年上市） - 為寶麗來拍立得底片相機，使用與CONTAX RTS共通的接環，可以先預覽同一個條件下拍出來的結果（以前沖洗照片需要花一段時間，故於專業用途上常先以拍立得底片試拍確認）。

- CONTAX RTS II（1982年上市）- 使用了TTL測光和鈦金屬快門。

- CONTAX 159 MM（1984年上市）
- CONTAX 167 MT（1986年上市）
- CONTAX RTS III（1990年上市）- 增加了pre-flash TTL，觀景器覆蓋率增至100%，內建垂直快門釋放扭及即時真空抽氣陶瓷底片壓板。
- CONTAX ST（1992年上市）
- CONTAX S2（1992年上市）- 純機械式银色钛机身；黑色钛型1994年推出。
- CONTAX RX（1994年上市）- 拥有相位检测辅助对焦机构，对焦时仍需手拧对焦环。
- CONTAX AX（1996年上市）- 首創了獨特的機背自動對焦系統，使傳統的手動鏡頭都能使用自動對焦。
- CONTAX Aria（1998年上市）- 矩陣測光，机身做工大幅强化。
- CONTAX RX II（2002年上市）- 取消了RX的辅助对焦机构以及陶瓷底片压板。

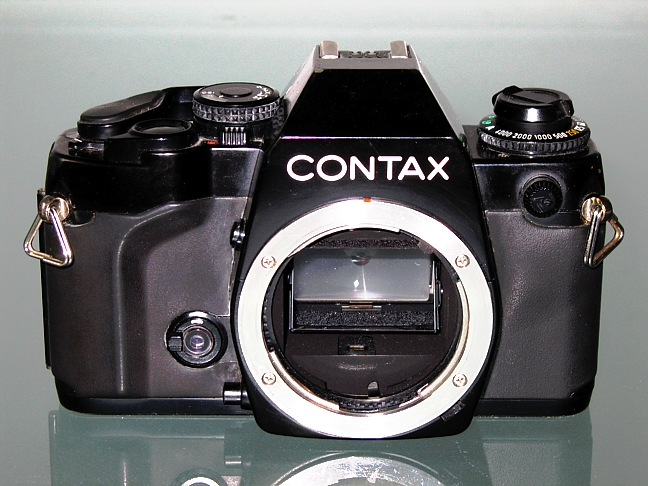
Contax 159MM
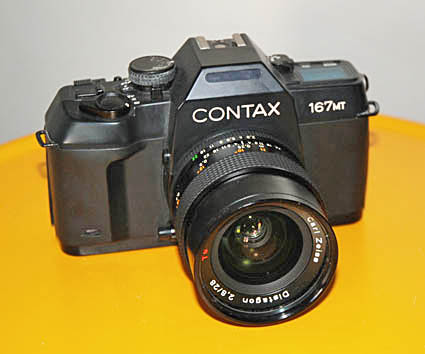
Contax 167MT Carl Zeiss Distagon f2,8 28 mm
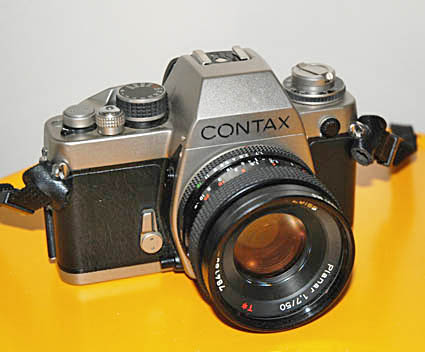
Contax S2 with 蔡司Planar f1,7 50 mm 镜头

### Y/C卡口镜头
请参见主条目Y/C卡口镜头列表

### G系列機身及鏡頭

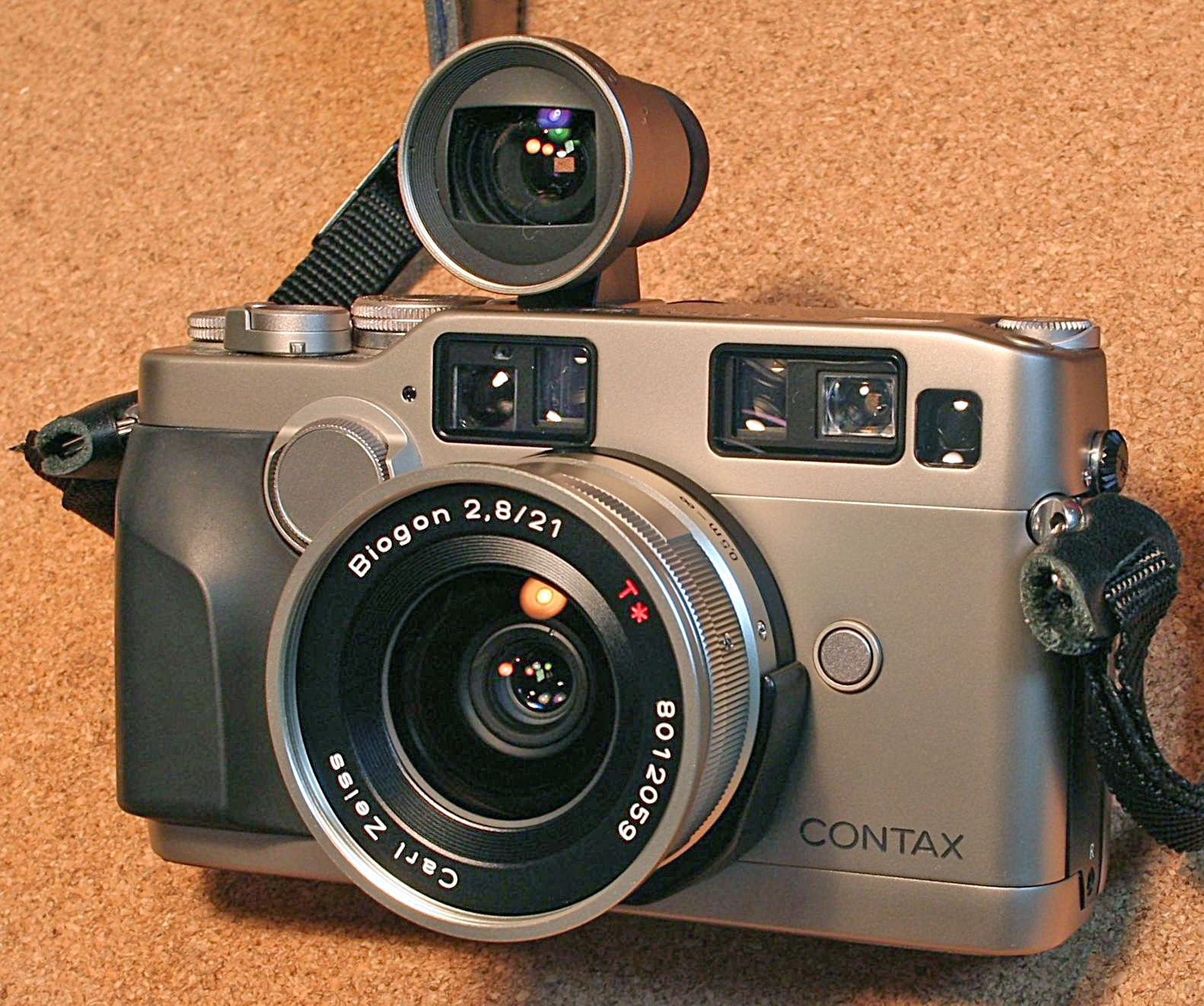
Contax G2 with Biogon 21

- CONTAX G1（1994年上市） - 世上首部可更换镜头的旁轴取景自動對焦照相机，配備16sec~1/2000sec快門，分為早期白標和後期綠標版本，兩者的鏡頭兼容性各有不同。
- CONTAX G2（1996年上市） - CONTAX G2是京瓷公司推出的可更换镜头的旁轴取景自動對焦照相机，為CONTAX G1的改进型号。

- CONTAX G系列鏡頭
  - Hologon 16/f8 - G系列鏡頭中唯一一只由德國蔡司製造的鏡頭。固定光圈，超廣角幾乎無變形，出廠附加觀景器與中灰鏡。
  - Biogon 21/f2.8 - 以不逊于C/Y系统中的Distagon 21/f2.8著称。
  - Biogon 28/f2.8。
  - Planar 35/f2。
  - Planar 45/f2 - 這隻是當年135系統裡最銳利的幾隻鏡頭之一。
  - Sonnar 90/f2.8
  - Vario-Sonnar 35–70/f3.5–5.6 - G系列鏡頭中唯一一只變焦鏡頭，僅適用於G2。

因其光學質素優良，時至今日Contax G系列的镜头仍被广泛的转接在各种微单相机上。

### N系列机身及镜头
进入二十一世纪，京瓷公司也将自动对焦功能引入135 SLR，从而创建了新的 CONTAX N 系列。该系列启用新的N卡口，无法与其他系列，如YC，G镜头兼容；但是可以通过镜头转接环使用 CONTAX 645 上的中画幅镜头。
该系列一共有3款机型：CONTAX N1 ， CONTAX NX 以及 世界第一款量产的全画幅数码单反照相机 CONTAX N Digital。
蔡司公司陆续推出了九只N卡口镜头：

定焦镜头
- Planar T* 1,4/50
- Planar T* 1,4/85
- Makro-Sonnar T* 2,8/100
- Tele-Apotessar T* 4/400

变焦镜头
- Vario-Sonnar T* 2,8/17-35
- Vario-Sonnar T* 3,5-4,5/24-85
- Vario-Sonnar T* 3,5-5,6/28-80
- Vario-Sonnar T* 3,5-4,5/70-200
- Vario-Sonnar T* 4,0-5,6/70-300

### 康泰时T系列傻瓜相機
京瓷推出了一系列非常成功的T系列高品質傻瓜相機，配蔡司设计的镜头。
- 康泰时T， 小巧的合金机身旁轴相机，五镜片卡尔蔡司T*38/2.8镜头，並使用了人造紅寶石快門鈕，有銀色和黑色兩種顏色選擇。
- 康泰时T2， 機身改為使用钛金属，並添加了自動對焦等自動化功能，沿用了康泰时T的五镜镜片蔡司T* 38/2.8镜头，使用了人造藍寶石快門鈕，共六种型号，分别为银色钛机身，黑钛机身，金色钛机身和限量的黑漆鈦機身、金色60週年紀念版及鍍鉑鈦機身。
- 康泰时T3，縮小了機身體積，配有重新设计的6镜片卡尔蔡司T*35/2.8镜头，共四种型号，分別為银色钛机身与黑钛机身以及其對應的70週年限量紀念版。
- 康泰时TVS，小型變焦相机，配備vario-sonnar T* 28~56mm/f3.5~6.5。
- 康泰时TVS II，其本配置與TVS一樣，唯二不同的地方是增加了鏡頭前簾和移除了寬景模式
- 康泰时TVS III，使用了電動變焦鏡頭vario-sonnar T* 30~60mm/f3.7~-6.7。
- 康泰时Tix，康泰时唯一一款使用APS底片的照相机。
- 康泰时TVS Digital，康泰時T系列中唯一一款数码相机，配有500万像素CCD感光元件。

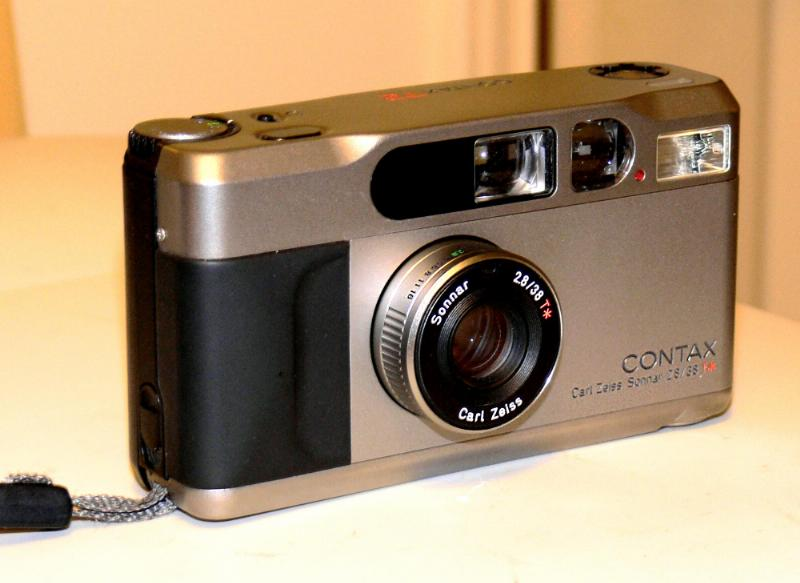
康泰时T2，银色钛机身
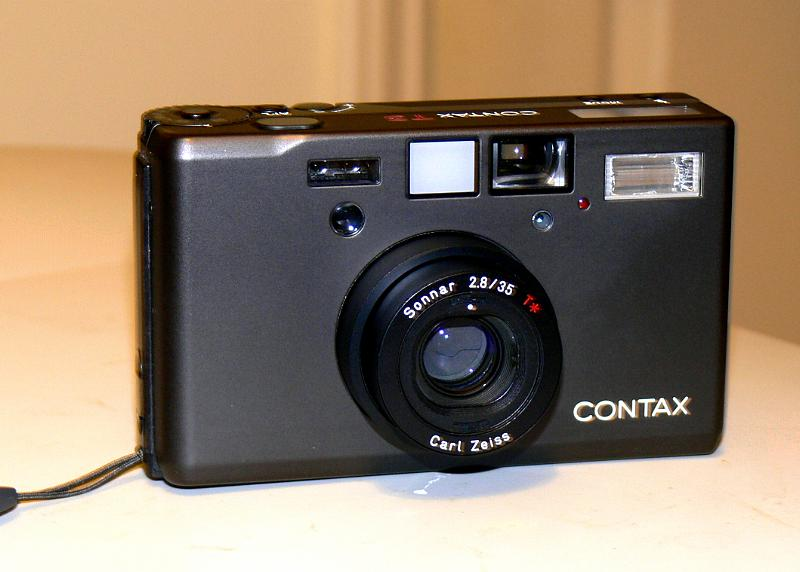
康泰时T3，黑色钛机身
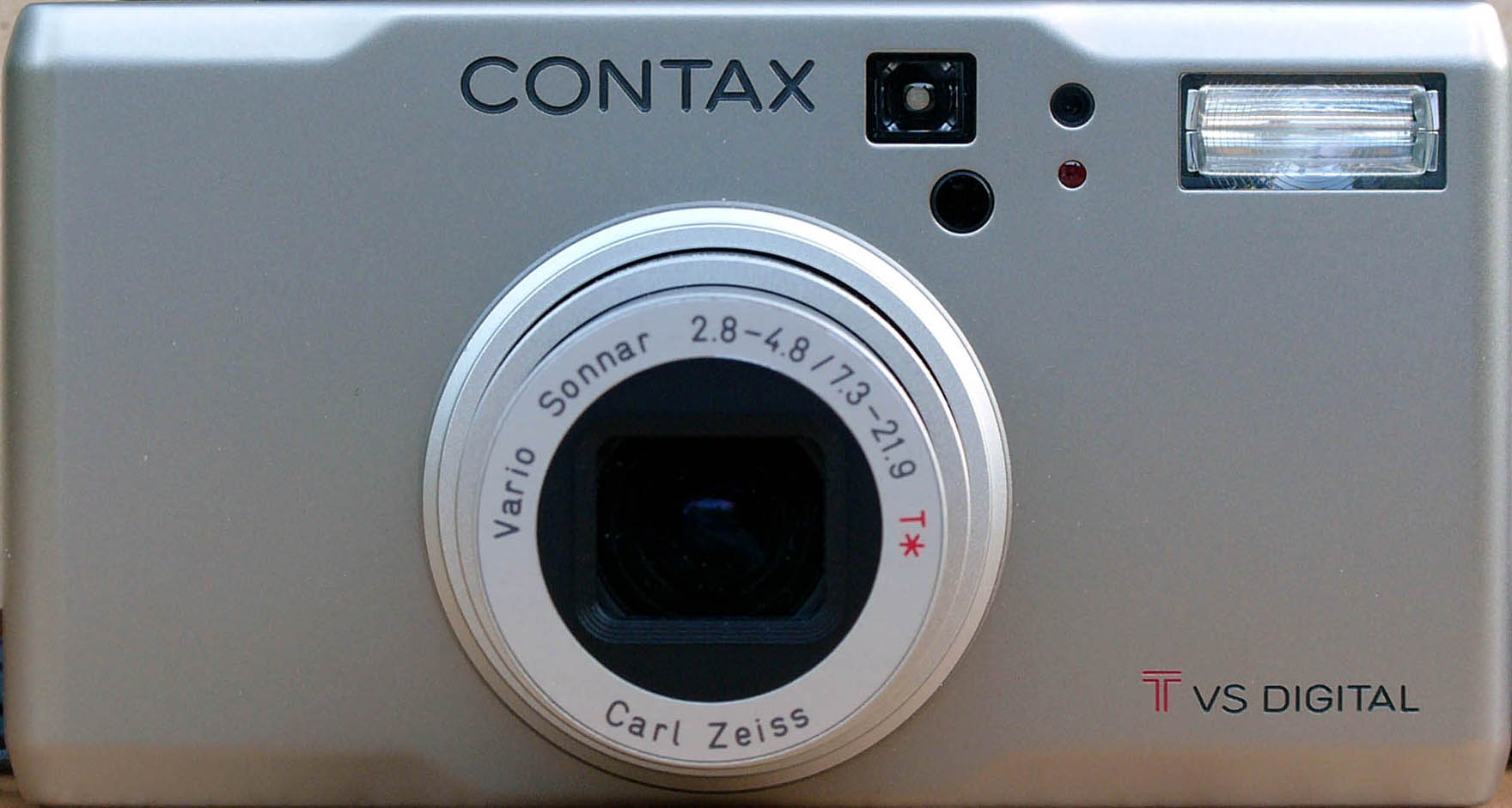
康泰时TVS Digital，银色钛机身